# Bayerisches Alpenvorland
Bayerisches Alpenvorland er betegnelsen for et område i den tyske delstat Bayern, der ligger mellem Donau og Alperne, med flade bakker der er moræneudløbere fra Alperne.
Det Bayerische Alpenvorland gennemløbes af floderne Wertach, Lech, Isar og Inn; Den vestlige afgrænsning er hvor Regierungsbezirk Schwaben grænser til delstaten Baden-Württemberg, og mod øst går det til floden Salzach. Den største by München, ligger midt i området ved floden Isar.
48°N 12°Ø / 48°N 12°Ø